# Lucy Webb Hayes
Lucy Ware Hayes (nhũ danh Webb; 28 tháng 8 năm 1831 –  25 tháng 6 năm 1889) là vợ của Cựu Tổng thống Hoa Kỳ thứ 19 Rutherford B. Hayes đồng thời cũng giữ chức vụ Đệ Nhất Phu nhân Hoa Kỳ từ năm 1877 đến năm 1881. Ngoài ra, bà cũng là Đệ Nhất Phu nhân Ohio thứ 29 và 32.
Bà là người đầu tiên được gọi với danh xưng "Đệ nhất Phu nhân" kiêm Đệ Nhất Phu nhân đầu tiên có bằng đại học đồng thời Lucy cũng chính là người đã khởi xướng cho truyền thống tìm trứng trong vườn của Nhà Trắng vào ngày lễ Phục sinh. Lúc sinh thời, Lucy được nhận định là có lối sống chủ nghĩa bình đẳng tiến bộ hơn so với các Đệ nhất Phu nhân tiền nhiệm. Với lối suy nghĩ bình đẳng đó, Lucy đã liên tục bảo vệ quyền lợi của những người Mỹ gốc Phi từ trước và cả sau cuộc Nội chiến Hoa Kỳ, điều đó được thể hiện bằng việc bà đã mời nhạc sĩ chuyên nghiệp người Mỹ gốc Phi đầu tiên xuất hiện tại Nhà Trắng.
Các nhà sử học đã đặt biệt danh cho bà là "Lemonade Lucy" (Lucy Nước chanh) bởi sự ủng hộ nhiệt tình của bà đối với Phong trào điều độ (phong trào chống lại việc tiêu dụng các chất kích thích có cồn); tuy nhiên biệt danh này không được nhắc đến và sử dụng khi bà còn sống. Và chồng bà, Rutherford cũng chính là người đã ban hành việc cấm sử dụng rượu trong Nhà Trắng.

## Thiếu thời
Lucy Webb sinh ra vào ngày 28 tháng 8, 1831 tại Chillicothe, bang Ohio. Cha mẹ của bà là bác sĩ James Webb và Maria Cook. Bà có hai người anh và cả hai cũng nối nghiệp cha trở thành các bác sĩ y khoa.
Năm 1833, cha của Lucy đến nhà của gia đình ông tại Lexington, Kentucky để giải phóng 15-20 nô lệ mà ông được thừa kế từ người dì của mình. Và tại thời điểm đó, một trận dịch bệnh tả xảy ra và James đã tình nguyện ở lại để chăm sóc những người bệnh. Không may mắn thay, ngay sau đó, ông cũng nhiễm bệnh tả và qua đời. Bạn bè của Maria - mẹ của Lucy - đã khuyên gia đình về việc nên bán nô lệ thay vì giải phóng họ, tuy nhiên bà đã trả lời rằng mình thà làm công việc giặt giũ để kiếm tiền thay vì bán nô lệ.
Cha của Maria tức là ông ngoại của Lucy, Isaac Cook, cũng là một người theo phong trào điều độ và ông đã khuyến khích Lucy ký cam kết kiêng rượu khi bà còn trẻ.
Những người trong gia đình Webb đều là người theo Phong trào Giám lý.

## Giáo dục
Năm 1844, gia đình của bà chuyển đến Delaware, Ohio. Những người anh trai của Lucy đã đăng ký theo học tại trường Đại học Wesley bang Ohio. Mặc dù phụ nữ không được cho phép học tại ngôi trường này, tuy nhiên Lucy vẫn đăng ký vào chương trình dự bị đại học của trường. Và theo ghi nhận, đã từng có một báo cáo được ký bởi hiệu phó của  trường Đại học Wesley bang Ohio vào năm 1845 đã cho rằng hạnh kiểm của bà là "không có gì để chê trách".
Vài tháng sau đó, Lucy được chuyển đến học tại trường Cao đẳng Nữ sinh Wesley tại Cincinnati bang Ohio và tốt nghiệp vào năm 1850. Đối với phụ nữ đương thời, bà là một cô gái trẻ có học thức khác thường.
Trong khoảng thời gian tại cao đẳng, Lucy đã viết rất nhiều bài luận về các vấn đề xã hội cũng như tôn giáo. Và một trong số đó có một bài tiểu luận mang tựa đề là "Liệu việc đi du lịch vào ngày Sa-bát có phù hợp với các nguyên tắc Cơ đốc giáo không?".

## Nội chiến Hoa Kỳ
Khi tin tức đầu tiền về sự kiện Trận đồn Sumter lan truyền đến vùng Cincinnati, Lucy đã có thái độ ủng hộ đối với cuộc chiến này. Bà cảm thấy rằng nếu bà có mặt tại đồn quân sự Sumter với đơn vị quân sự là những người phụ nữ thì có lẽ họ đã không đầu hàng. Sự nhiệt tình của bà đã khuyến khích Rutherford nhập ngũ với tư cách là thiếu tá trong Đội quân tình nguyện số 23 của bang Ohio. Và bà cũng thường xuyên - đôi khi cùng mẹ và các con, đến thăm chồng mình. Bà cũng hỗ trợ anh mình là bác sĩ Joe Webb để chăm sóc những người bệnh.
Vào tháng 9 năm 1862, Rutherford bị thương trong trận chiến ở Middleton, Maryland. Tuy nhiên do sự nhầm lẫn về giấy tờ nên bà nghĩ rằng ông nhập viện ở Washington nên Lucy đã tức tốc đến thủ đô của Hoa Kỳ để hỗ trợ ông. Cuối cùng, bà cũng tìm được chồng mình tại Maryland và sau hai tuần dưỡng bệnh, cả hai đã quay trở lại bang Ohio bằng xe lửa cùng với những binh lính bị thương khác.
Sau khi Rutherford trở lại làm việc tại trung đoàn của mình, Lucy đã thường xuyên đến trại quân đội của ông. Bà hỗ trợ những người bị thương, cổ vũ tinh thần cũng như an ủi những người lính đang nằm xuống. Bà luôn đảm bảo cho sự tiếp tế của những người dân miền Bắc với quân đội Liên minh. Lucy cũng thường tham gia cùng mẹ mình tại các trại quân đội và anh trai Joe của bà cũng là bác sĩ phẫu thuật của trung đoàn. Những người lính tại Lực lượng Bộ binh Tình nguyện bang Ohio số 23 đã đặt cho bà một biệt danh trìu mến là "Mẹ Lucy" vì sự hỗ trợ cũng như phục vụ tận tình của bà. Cựu Tổng thống Hoa Kỳ William McKinley lúc hai mươi tuổi, đã từng dành hàng giờ của mình để đốt lửa trại vì Lucy đang ngồi gần đó.
Joe, đứa con sơ sinh của cả hai đã không may mắn qua đời trong khi cả gia đình đang tập trung tại một trại quân đội.

## Hôn nhân
Lucy gặp Rutherford B. Hayes lần đầu tiên tại Trường Đại học Wesley bang Ohio. Tại thời điểm đó, bà chỉ mới 14 tuổi còn Rutherford thì 23 tuổi. Mẹ của Rutherford đã hi vọng rằng cả hai sẽ đến được với nhau nhưng vào lúc đấy, Rutherford lại cho rằng Lucy "chưa đủ lớn để yêu".

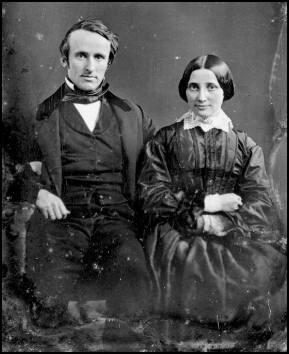
Rutherford và Lucy Hayes trong ngày cưới của họ: Ngày 30 tháng 12 năm 1852.

Ngày 30 tháng 12 năm 1852, cả hai chính thức trở thành vợ chồng với một đám cưới đơn giản được tổ chức tại nhà mẹ của Lucy ở Cincinnati.

## Đệ Nhất Phu nhân Ohio
Khi Rutherford đang trong nhiệm kỳ Thống đốc Ohio, Lucy thường cùng chồng bà ghé thăm các trại giam, trại giáo huấn dành cho trẻ em cũng như bệnh viện dành cho người tâm thần và các cơ sở dành cho người bị câm điếc.
Năm 1870, Lucy và những người bạn của mình đã thành lập một trại trẻ mồ côi của quân đội tại Xenia, Ohio.
Rutherford ban đầu đã quyết định không tiếp tục tranh cử vị trí Thống đốc Ohio lần thứ ba vào năm 1873 nên cả gia đình đã chuyến đến Spiegel Grove. Căn nhà này được người chú của Rutherford, Sardis Birchard xây cất từ nhiều năm trước với ý định cho họ ở. Sau này, nơi đây cũng trở thành thư viện tổng thống đầu tiên.
Tuy nhiên vào năm 1875, Rutherford đã thay đổi ý nghĩ và quyết định trở lại tham gia tranh cử và thành công giành được vị trí Thống đốc Ohio một lần nữa. Chiến thắng đầy gian nan này đã tạo ra cho ông một tiếng vang lớn trên toàn quốc. Tháng 6 năm 1876, ông chính thức được Đảng Cộng hoà tiến cử để tranh cử vị trí Tổng thống Hoa Kỳ.
Trong các nhiệm kỳ của ông, Lucy đã đóng góp một vai trò rất lớn cho chính quyền của chồng bà. Bà thường xuyên vận động các cơ quan lập pháp tiểu bang quyên góp cũng như tài trợ để xây dựng và phát triển những ngôi trường, trại trẻ mồ côi và các viện tâm thần.
Đứa con út của cả hai được đặt theo tên của tướng Manning F. Force, sinh ra và mất vào năm 1873 khi gia đình bà đang sinh sống tại Spiegel Grove.

## Đệ Nhất Phu nhân Hoa Kỳ

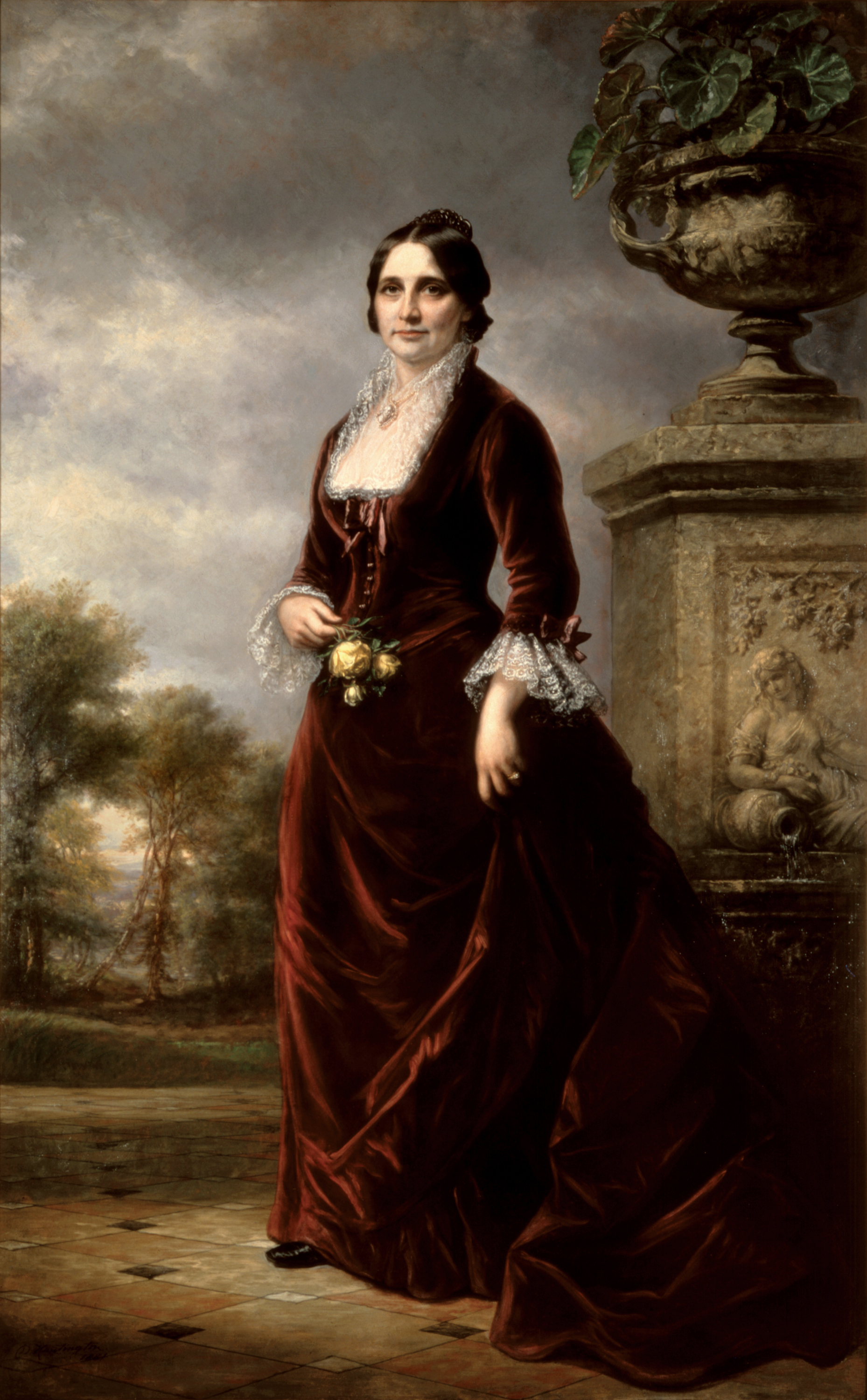
Bức tranh chân dung chính thức của Đệ Nhất Phu nhân Lucy Webb Hayes của hoạ sĩ Daniel Huntington do Woman's Christian Temperance Union uỷ quyền năm 1881.

Cuộc bầu cử Tổng thống năm 1876 được cho là một trong những cuộc bầu cử gây tranh cãi nhất trong lịch sử đất nước. Vì kết quả tranh cử bị trì hoãn đến tận năm tháng sau Ngày bầu cử vào ngày 1 tháng 3 năm 1877. Sự trì hoãn này đã dẫn đến việc cả gia đình Hayes lên tàu đến Washington mà không biết liệu rằng ông có đắc cử vị trí tổng thống hay không. Ngày 2 tháng 3, khi cả gia đình đang ở gần Harrisburg, họ đã cuối cùng cũng đã nhận được tin từ Quốc hội rằng ông chính thức trở thành Tổng thống Hoa Kỳ thứ 19 và điều đó cũng có nghĩa rằng Lucy chính thức trở thành Đệ Nhất Phu nhân Hoa Kỳ.
Trong những ngày đầu nhiệm kỳ của Rutherford, quân đội miền Bắc đã thành công chiếm đóng miền Nam Hoa Kỳ và Kỷ nguyên Tái thiết chính thức kết thúc.
Ngày 31 tháng 12 năm 1877, Lucy cùng chồng mình là Tổng thống Rutherford đã tổ chức một đám cưới bạc để kỷ niệm tại Nhà Trắng.
Với tư cách là Đệ Nhất Phu nhân, Lucy ủng hộ việc hoàn thành Đài tưởng niệm Washington.
Khi trẻ em ở Washington bị cấm tìm trứng Phục sinh trong khuôn viên Điện Capitol, bà đã mời chúng sử dụng bãi cỏ của Nhà Trắng để tìm trứng vào thứ Hai sau Lễ Phục sinh. Và từ đó đã hình thành nên truyền thống tìm trứng trong vườn Nhà Trắng vào Ngày lễ Phục sinh.
Lucy được mô tả như là một người bạn của Đệ Nhất Phu nhân khác. Trong nhiệm kỳ của bà, Lucy đã đến thăm Sarah Polk, viếng thăm cư dinh Mount Vernon của Martha Washington cũng như Montpelier, ngôi nhà của Dolley Madison. Bên cạnh đó, Lucy còn nhờ Julie Tyler hỗ trợ tiếp khách tại Nhà Trắng và có thái độ rất thân thiện với Julia Grant. Ngoài ra, bà cũng tỏ ra rất thân thiện với các Đệ Nhất Phu nhân tương lai bao gồm Lucretia Garfield, Ida McKinley và Helen Herron Taft.
Khi Nhà Trắng ủy thác treo các bức họa của các cựu tổng thống, Lucy đòi hỏi những bức tranh của Martha Washington và Dolley Madison cũng được treo luôn. Bức chân dung chính thức của bà được thực hiện bởi hoạ sĩ Daniel Huntington do Hiệp hội Phụ nữ Cơ đốc giáo Ôn hoà uỷ quyền.
Vào sinh nhật lần thứ 48 của mình, Rutherford đã viết thư cho Lucy, ông bày tỏ rằng "Cuộc sống của anh với em thật hạnh phúc--thật thành công--vượt ra ngoài những dự đoán, anh nghĩ về em với một lòng biết ơn đầy yêu thương mà anh không biết phải diễn tả như thế nào.".
Sau khi Rutherford hoàn thành xong nhiệm kỳ tổng thống của mình, cả gia đình Hayes đã trở về căn nhà Spiegel Grove của họ tại Fremont, Ohio vào năm 1881.

## Cuối đời

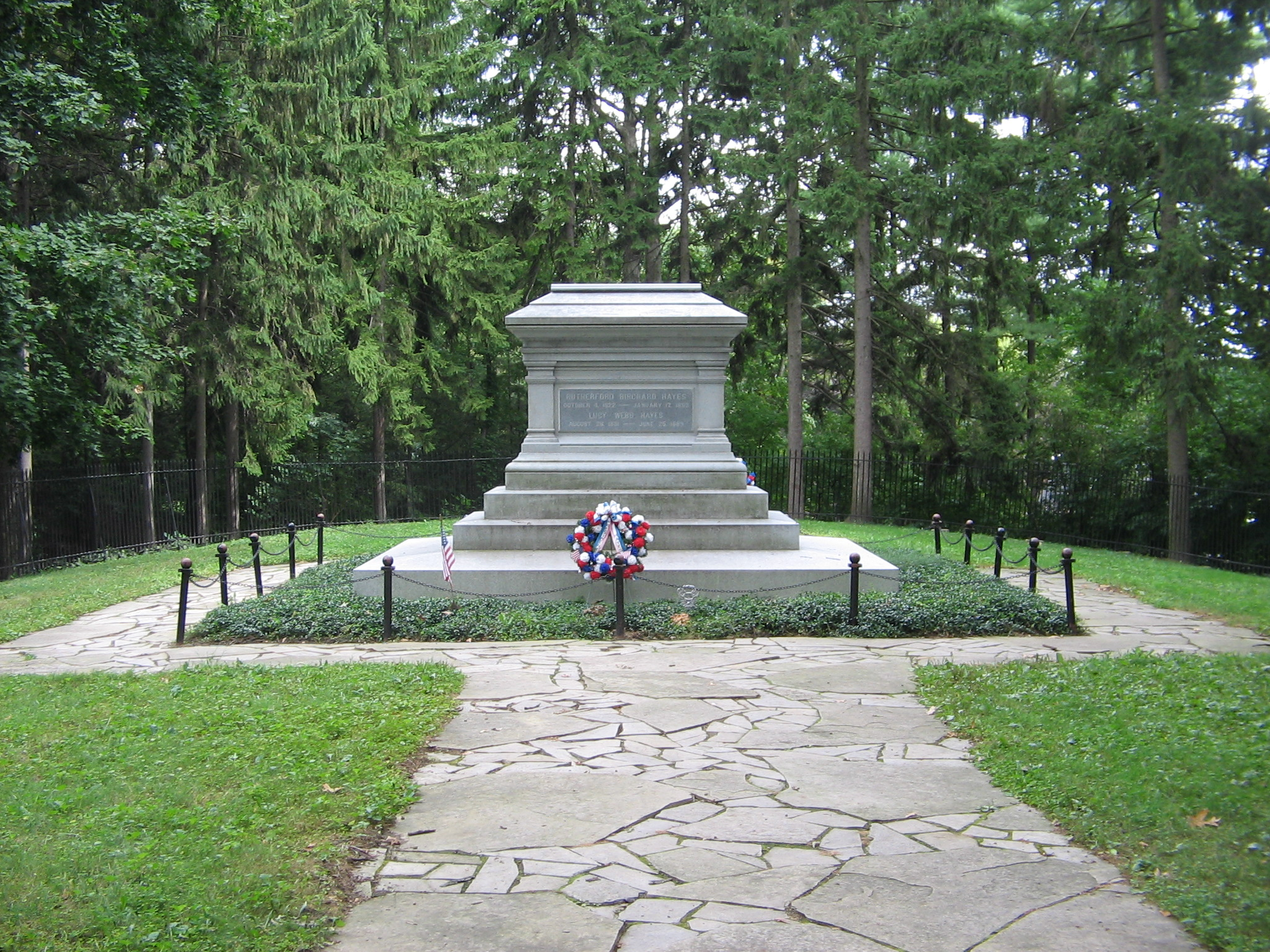
Mộ của Rutherford B. và Lucy Webb Hayes tại Spiegel Grove, căn nhà của họ ở Fremont, Ohio, Hoa Kỳ. Nơi này cũng đã được công nhận là Di tích Lịch sử Quốc gia.

Trở về bang Ohio sinh sống sau khi rời khỏi Tòa Bạch Ốc, Lucy đã tham gia vào Quân đoàn Cứu trợ Phụ nữ (được thành lập năm 1883), tổ chức lớp học giáo lý Chủ nhật, tham dự các cuộc đoàn tụ của Bộ binh tình nguyện bang Ohio số 23 và tiếp đãi các vị khách quý đến thăm Spiegel Grove. Bà cũng trở thành Chủ tịch của Hiệp hội Truyền giáo Phụ nữ Tại gia được thành lập với Nhà thờ Giám lý. Đồng thời với tư cách chủ tịch, cựu Đệ nhất Phu nhân cũng kêu gọi được sự quan tâm đến cuộc sống của những mảnh đời nghèo khó tại thành thị cũng như là những người Mỹ gốc Phi bị tước quyền bỏ phiếu tại miền Nam nước Mỹ. Bà cũng lên tiếng phê phán và phản đối chế độ đa thê của Giáo hội Mặc Môn. Tuy nhiên, khi được Susan B. Anthony đề nghị cử các đại biểu từ Hội Truyền giáo Tại gia đến giao lưu trong một cuộc họp của Hội đồng Phụ nữ Quốc tế, bà đã từ chối.
Lucy Webb Hayes đã dành tám năm cuối đời của mình để sinh sống tại Spiegel Grove. Và vài ngày sau khị đột quỵ, bà trút hơi thở cuối cùng ở tuổi 57 vào ngày 25 tháng 6 năm 1889. Những tấm quốc kỳ Mỹ đã được treo nửa cột trên khắp đất nước để tôn vinh bà.
Khoảng ba năm sau cái chết của Lucy, chồng của bà, Rutherford cũng qua đời và được chôn cất bên cạnh bà. Năm 1915, hài cốt của cả hai được di chuyển đến Spiegel Grove. Bên dưới họ cũng là nơi chôn cất của chú chó Gryme và hai con ngựa tên Old Whitey và Old Ned của cả hai.

## Di sản
Lucy Hayes là Đệ nhất Phu nhân trong thời kỳ chuyển tiếp quan trọng trong lịch sử Hoa Kỳ thế kỷ XIX. Các xu hướng kinh tế chính của những năm 1870 bao gồm sự gia tăng của các doanh nghiệp quốc gia, sự thay đổi của các trung tâm nông nghiệp và sự phát triển của cán cân thương mại thuận lợi cho Hoa Kỳ. Sự di tản nhanh chóng của người dân từ nông thôn lên thành thị cũng làm cho đời sống xã hội có những thay đổi lớn.

Emily Apt Geer chia sẻ rằng,
Một nhà hoạt động nữ quyền thế kỷ 20 có lẽ tiếc về việc Lucy Hayes không ủng hộ cho quyền bầu cử của phụ nữ, nhưng nếu điều này xảy ra thì nó sẽ bị mâu thuẫn với chuẩn mực xã hội và quan niệm của bà với vai trò của một người vợ chính trị. Tuy nhiên, Lucy Hayes đã điều hành đất nước với tư cách là một người đứng đầu và người quản lý gia đình, sự tôn sùng và tôn trọng mà gia đình cô dành cho cô, nỗ lực giúp đỡ người khác, sự quan tâm chân thành đến chính trị và mức độ học vấn của cô, sẽ là một hứa hẹn tốt cho vị thế tương lai của những người phụ nữ trong tầng lớp xã hội và trí thức của Mỹ.

Spiegel Grove được quản lý bởi Ohio History Connection và được mở cửa cho mọi người tham quan.
Hayes được vinh danh với một tác phẩm điêu khắc bằng đồng có kích thước như người thật bên trong Đài tưởng niệm Chiến sĩ và Thủy thủ tại hạt Cuyahoga ở Cleveland, Ohio.